# Ratměřice
Ratměřice är en ort i Tjeckien. Den ligger i regionen Mellersta Böhmen, i den centrala delen av landet, 50 km söder om huvudstaden Prag. Ratměřice ligger 501 meter över havet och antalet invånare är 255.
Terrängen runt Ratměřice är platt österut, men västerut är den kuperad. Runt Ratměřice är det glesbefolkat, med 19 invånare per kvadratkilometer. Närmaste större samhälle är Benešov, 16,1 km norr om Ratměřice. Trakten runt Ratměřice består till största delen av jordbruksmark.